# Liste de chengyu
 (mai 2015).
Si vous disposez d'ouvrages ou d'articles de référence ou si vous connaissez des sites web de qualité traitant du thème abordé ici, merci de compléter l'article en donnant les références utiles à sa vérifiabilité et en les liant à la section « Notes et références ».
Voici une (courte) liste de chengyu chinois.

## A
- 爱财如命 ài cái rú mìng

«aimer / richesse / comme / vie». Aimer l'argent comme la vie.
- 爱美不爱命 [愛--愛-] àiměi bú àimìng

"Aimer la beauté mais pas la vie"
préférer la beauté à la santé.
Se dit de quelqu'un qui est coquet(te).
- 爱屋及乌。 Ài wū jí wū.

"Aimer immeuble plein corbeau"
qui m'aime aime mon chien.
- 安常守分 ān cháng shǒu fèn

"Une vie tranquille assure le maintien de soi".

## B
- 拔苗助长 « ba miao zhu zhang » 拔(tirer), 苗(rizière), 助(aider), 长(grandir)
  - Histoire : Il était une fois, dans le royaume des Song, un paysan très impatient, qui surveillait toute la journée ses pousses de riz, s'accroupissant dix fois par minute pour voir si elles avaient grandi. Mais il se relevait toujours déçu et en colère de constater que rien n'avait changé depuis sa dernière observation. Un jour, alors qu'il se demandait sans cesse comment faire pour que son riz pousse plus vite, il eut une idée géniale : « Je n'ai qu'à les tirer vers le haut ainsi elles grandiront plus vite ». Il se mit alors à la tâche ; tira sur les pousses jusqu'à les faire légèrement sortir du sol. Après sa rude journée il rentra chez lui exténué mais très fier de son exploit. Nous pouvons imaginer la stupeur du fils lorsqu'il entendit son père se vanter. Le jeune homme couru de suite voir l'étendue des dégâts. Dans la pénombre, il ne pouvait que constater que l'impatience de son père avait détruit toute la récolte.
  - Morale/Utilisation : utiliser pour décrire la violation des lois de la  nature, le désir de réussir trop vite, le fait de faire les choses sans réfléchir, plus vite que la nature pour finalement ne faire que les aggraver.

- 八仙过海，各显神通。 (八仙過海,各顯神通。) Bāxiān guòhǎi, gè xiǎn shéntōng.

1 chacun son truc
2 chacun rivalise de prouesse, fait montre de son talent.
- 杯弓蛇影 bēi gōng shé yǐng

1 avoir le reflet d'un arc dans sa tasse et voir un serpent;
2 prendre le reflet d'un arc pour un serpent;
3 avoir peur de son ombre.
- 笨鸟先飞。 Bèn niǎo xiān feī. 笨 (maladroit), 鸟 (oiseaux), 先 (en premier/d'abord), 飞 (voler)
  - Signification littéraire : les oiseaux maladroits volent en premier
  - Utilisation : utilisé pour expliquer commencer un tâche qui nécessite un travail
  - Équivalent : il y a un début à tout
- 不打不成器 « bu da bu cheng qi » 不 (ne pas), 打 (taper), 不 (pas), 成 (devenir), 器 (ustensile )
  - Traduction : Si on ne sculpte pas le jade, il ne pourra pas être utilisé.
  - Utilisation : utilisé pour décrire l'éducation des enfants ; une bonne éducation permet de devenir un homme avec des capacités

## C
- 擦肩而过 (擦肩而過) cājiān'érguò

frôler, passer à deux doigts de.
ex : 由于疏忽，我与胜利最终擦肩而过。 À cause de ma négligence, je suis finalement passé à deux doigt de la victoire.
ex : 这次跟死神擦肩而过，真是万幸。 Cette fois ci j'ai frôlé la mort, j'ai eu de la chance.

## D
- 胆小如鼠 dan xiao ru shu : « vésicule biliaire / petit / comme / souris »

- signification littéraire : peureux à l’extrême comme des souris
- utilisation : utilisé pour décrire les personnes très peureuses, qui manquent de confiance et qui ont peur de créer des ennuis et d'en prendre la responsabilité
- 对牛弹琴 duì niú tán qín : « pour / bœuf / jouer / luth »
  - signification littéraire : jouer du GuZheng pour une vache
  - histoire : Il était une fois un musicien qui jouait à la perfection le GuZheng (instrument traditionnel chinois). Un jour, il passait près d’un champ et il décida de jouer de son instrument pour une vache. Celle-ci remua la queue pour chasser les mouches mais le musicien cru que la vache avait aimé sa prestation. Il continua donc à jouer pour une vache, qui ne comprenant rien au morceau, continuait à brouter tranquillement de l’herbe
  - Utilisation : utilisé pour décrire un moment ou l’auditoire ne comprend pas ce que dit l’orateur
  - équivalent: prêcher dans le désert

« Jouer du luth devant les buffles », « parler à un mur », « perdre sa salive ».
- 多才多藝/多才多艺 duō cái duō yì : « nombreux / talent / nombreux / capacité »

« Avoir de nombreux talents et de nombreuses capacités », « avoir plus d'une corde à son arc ».
- 多愁善感 duō chóu shàn gǎn : « nombreux / être chagrin / être bon / sentiment »

« Être chagrin mais avoir bon sentiment » ; se dit d'une personne mélancolique ou fleur bleue.
- 多此一舉/多此一举 duō cǐ yì jǔ : « nombreux / ceci / un / instant »

« Faire beaucoup de choses à la fois », « porter de l'eau à la rivière » ; se dit d'une action inutile.
- 多多益善 duō duō yì shàn : « nombreux / nombreux / profit / être bon »

« Abondance de biens ne nuit pas »
- 多事之秋 duō shì zhī qiū : « nombreux / affaires / [possession] / année »

Se dit d'une année riche en évènements.

## F
- 反客為主, fǎn kè wéi zhǔ

« S'opposer à l'invité, agir pour l’hôte »
- 愤世嫉俗, fèn shì jí sú

« colère / monde / haïr / vulgaire »
Être dégoûté du monde et des mœurs. N'avoir pour le monde qu'irritation et rancœur.
- 釜底抽薪, fǔ dǐ chōu xīn

« Le fond du chaudron se satisfait du bois de chauffe »
- 覆水难收, fù shuǐ nán shōu

« Eau renversée est difficile à récupérer »

## G
- 高不可攀 gāo bù kě pān

« Élevé, impossible à grimper »
Se dit d'un obstacle insurmontable.
- 高歌猛进 / 高歌猛進, gāo gē měng jìn

« Un chant haut, progresse avec violence »
« Avancer à grands pas en chantant à pleins poumons » ; se dit de quelqu'un qui progresse avec une grande volonté.
- 高谈阔论 / 高談闊論, gāo tán kuò lùn

« haut / causer / fastueux / discuter »
« Causer d'un ton fier et discuter avec emphase », « tenir une conversation de salon » ; se dit avec ironie de quelqu'un qui parle pour ne rien dire.
- 高屋建瓴, gāo wū jiàn líng

« haut / édifice / construit / cruche »
« Vider la cruche du haut du grand édifice », « d'une hauteur dominante et avec impétuosité » ; se dit quand on opère depuis une position stratégiquement avantageuse.
- 高瞻远瞩 / 高瞻遠矚, gāo zhān yuǎn zhǔ

« haut / loin / éloigné / regarder avec attention »
« Regarder les choses avec perspicacité », « avoir un œil de lynx ».
- 贵人多忘 / 貴人多忘, guì rén duō wàng

« important / homme / nombreux / oublier »
Se dit des personnes de marque, qui sont facilement oublieuses.

## H
- 海北天南, hǎi běi tiān nán

« La mer est au Nord, le ciel est au Sud » : décrit une distance incommensurable ; s'utilise en particulier pour caractériser les variations humaines observables dans un même ensemble.
- 邯郸学步, hándān xué bù

« Handan a appris à marcher »
- 海市蜃楼, hǎi shì shèn lóu

« Ville de la mer, bâtiments Shen » (Shen est un serpent de la mythologie chinoise)
décrit à l'origine les bâtiments qu'on pouvait croire surgir dans un désert ou sur la mer - des mirages. On utilise ce chengyu pour caractériser des choses ou des êtres ayant cet aspect surréel ou fantomatique.
- 好声好气, hǎo shēng hǎo qì

« Bon ton, bonne humeur »: se dit d'une personne aimable et bien disposée.
- 火海刀山, huǒ hǎi dāo shān

« Mer enflammée, montagne aiguisée » : se dit d'un lieu particulièrement dangereux.
- 和尚大伞, héshàng dà sǎn

« Moine, parapluie' », « Comme un moine sous une ombrelle trouée », réponse de Mao Zedong à la question "Comment vous définiriez-vous vous-même?".
- 狐假虎威, hú jiǎ hǔ wēi

« Le renard simule le prestige du tigre », le renard voulant se frayer un chemin au milieu de ses ennemis dans la forêt, se fait précéder d'un tigre en lui prétendant qu'avec lui les autres seront effrayés.
Utiliser plus fort que soi pour réussir.
- 囫囵吞枣, hú lún tūn zǎo

« Avaler une jujube en entier »
- 画龙点睛, huà lóng diǎn jīng
  - Littéralement « Peindre les points des yeux du dragon »
  - histoire : Il était une fois un temple dont un mur était blanc. Pour le décorer, on fit appel à un grand peintre. Celui-ci peignit deux dragons sur le mur. Son œuvre était tellement réaliste qu'elle attira de nombreux curieux. Mais dans la foule une question fut posée : « pourquoi est-ce que les dragons n'ont pas d'yeux ? ». le peintre répondit que s’il dessinait ces derniers, les dragons risquait de s'envoler. Personne ne le crut jusqu'à que notre peintre décida de rajouter un point dans l'œil d'un des dragons. Le ciel devint noir et en un éclair le dragon prit vie et s'envola dans le ciel. Terrifiés, plus jamais les gens ne demandèrent au peintre d'ajouter une pupille à un dragon.

Ajouter le détail qui mettra le tout en valeur.
- 画蛇添足 / 畫蛇添足, huà shé tiān zú

« Dessiner un serpent et ajouter des pattes »
En faire trop, amplification superficielle.
- 虎头蛇尾 / 虎頭蛇尾, hǔtóu shéwěi

« Tête de tigre, queue de serpent »
Se dit de quelqu'un qui relâche ses efforts avant la fin : un début sur les chapeaux de roue (gros comme la tête d'un tigre) et une fin qui s'essouffle (fine comme la queue d'un serpent).

## J
- 鸡犬不宁 / 雞犬不宁, jī quǎn bù níng

Être bouleversé comme une basse-cour en émoi.
- 家懒外勤 / 家懶外勤, jiā lǎn wài qín

Paresseux pour la maison (la famille), travailleur pour l’extérieur
- 见怪不怪 / 見怪不怪, jiàn guài bù guài

« Voir l'étrange (comme) non-étrange »
Ne s'étonner de rien
- 尖嘴猴腮 « jiān zuǐ hóu sāi » 尖 (pointu), 嘴 (bouche), 猴 (singe), 腮 (mâchoire)

utilisation : utilisé pour décrire des personnes très laides, en les comparants à un singe.
- 骄傲自满 / 驕傲自满, jiāo'ào zìmǎn

« orgueil orgueilleux »
Vaniteux, vain, suffisant
- 借刀殺人, jiè dāo shā rén

« Emprunter un couteau pour assassiner »
Utiliser quelqu'un pour vaincre un ennemi
- 竭泽而渔, 竭泽而漁, jié zé ér yú

« Vider l'étang pour attraper tous les poissons. »
Tuer la poule aux œufs d'or
- 津津有味, jīnjīn yǒu wèi

«avec grand plaisir»
chi1 de jin1jin1 you3 wei4 - manger avec grand plaisir
- 今是昨非, jīn shì zuó fēi

« Aujourd'hui est la faute d'erreur »
[se rendre compte que] ce qu'on fait à présent s'avère juste, mais que dans le passé on était dans l'erreur (avec repentance)
- 井底之蛙, jǐngdǐ zhī wā

« La grenouille au fond du puits » : elle croit que le monde se réduit au puits dans lequel elle vit.
Se dit de quelqu'un dont la vision des choses et/ou les connaissances sont limitées.
- 惊弓之鸟 / 驚弓之鳥, jīng gōng zhī niǎo

« Oiseau effrayé par l'arc »
Se dit d'une personne extrêmement effrayée
- 惊天动地 / 驚天動地, jīng tiān dòng dì

« Déranger le ciel, déplacer la terre »
Se dit de quelque chose qui ébranle ciel et terre.
- 泾渭同流 / 泾渭衕流, jīng wèi tóng liú

« la Rivière Jing et la Rivière Wei s'écoulent de la même façon »
Il n'est pas possible de différencier le bien et le mal.
- 泾渭分明, jìng wèi fēn míng

« La différence est évidente entre la Rivière Jing et la Rivière Wei »
Être entièrement différent.
- 精卫填海, jīngwèi tián hǎi

« Jingwei (oiseau gardien de l'essence), remplit la mer »

## K
- 开门见山 / 开門見山, kāi mén jiàn shān

« Ouvrir la porte, regarder la montagne »
- 开天辟地, kāi tiān pì dì

« Ouvrir le ciel, frayer la terre »
- 空中楼阁 / 空中楼閣, kōngzhōng lóugé

« Pavillon dans le ciel »
- 口蜜腹剑, kǒu mì fù jiàn

« Miel à la bouche, épée dans le ventre »
Mauvaises intentions cachées sous une apparente bienveillance.
- 苦心孤诣, kǔ xīn gū yì

« Cœur amer, rend isolé »
- 脍炙人口, kuài zhì rénkǒu

« Viande hachée rôtie va à la bouche des gens »

## L
- 滥竽充数, làn yú chōng shù

personne incluse dans un groupe d'expert sans en avoir les capacités / compléter le nombre
Être inclus dans un groupe uniquement pour remplir le nombre
- 狼狈为奸, láng bèi wéi jiān

embarrassé / agir / perfide
- 狼心狗肺, láng xīn gǒu fèi

loup / cœur / chien / poumon
Être cruel comme le loup et vorace comme le chien »
- 冷眼旁观, lěng yǎn páng guān

froid / œil / côté / garder
regard froid / assister en spectateur (intermédiaire par mots de paire de caractères)
Regarder d'un œil indifférent

## M
- 马到成功 mǎ dào chénggōng

cheval / arriver / réussite / effet
« À peine arrivé, le succès arrive » (le cheval est utilisé pour donner un caractère d’immédiateté en chinois, comme dans 马上 (très bientôt/juste à l'instant))
Se dit d'une personne connaissant le succès
- 马马虎虎[馬馬--] mǎmǎ hūhū :

« Cheval / cheval / tigre / tigre »
« Comme ci comme ca. »
- 瞞上欺下 mán shàng qī xià

« cacher / dessus / duper / dessous »
« Dissimuler quelque chose aux dirigeants et duper les subalternes » ; se dit de quelqu'un qui ment à tous les niveaux.
- 瞞天過海/ 瞒天过海 mán tiān guò hǎi

« dissimuler / ciel / traverser / mer »
« Cacher le ciel et dépasser la mer » ; se dit d'un mensonge fabuleux.
- 盲人摸象 « máng rén mō xiàng » 盲人 (aveugle), 摸 (toucher/caresser/tâter), 象 (éléphant)
  - Signification littéraire : des aveugles qui tâtent un éléphant
  - Histoire : un jour l’empereur demanda à quatre aveugles d'aller au palais impérial pour rencontrer un éléphant venu de très loin. Lorsqu'ils arrivèrent on les autorisa à toucher l'éléphant. Un à un ils allèrent toucher l'animal. Puis, à leur retour à la Cour, l’empereur leur demanda à quoi ressemblait l'éléphant. Le premier qui avait touché les dents de la créature répondit qu'il ressemblait à une radis, le second qui lui avait tenu l'oreille dit qu'il ressemblait à un éventail, le troisième qui était le plus petit des quatre, avait touché les jambes et dit qu'il ressemblait à une colonne et le dernier qui avait touché la tête, dit que la créature ressemblait à une pierre. Les quatre aveugles avaient tous touché une partie de l'animal, croyant qu'il s'agissait de l'éléphant entier.
  - Morale : on croit souvent à tort ceux qui ne nous relatent qu'une partie de la vérité

## N
- 逆来顺受 nì lái shùn shòu

accepter l'adversité avec philosophie, faire contre mauvaise fortune bon cœur.
- 宁为玉碎，不为瓦全 nìng wéi yù suì, bù wéi wǎ quán

plutôt mourir de façon glorieuse que de mener une vie vulgaire.

## O
- 呕心沥血 ǒu xīn lì xuè

Suer sang et eau.
- 藕断丝连 ǒu duàn sī lián

garder un lien après une rupture amoureuse.

## P
- 庞然大物 páng rán dà wù

énorme, colossal.
- 匹马单枪 pī mǎ dān qiāng

Faire cavalier seul.
- 皮笑肉不笑 pi xiao rou bu xiao
  - 皮 (peau), 笑 (sourire), 肉(chair), 不 (pas), 笑
  - Traduction : Feindre un grand sourire
  - Utilisation : décrire les gens hypocrites et malveillant.
  - Morale : se forcer à faire un faux sourire peut faire du mal aux autres

- 贫贱骄人 pín jiàn jiāo rén

Homme fier de son humble condition, mépriser riches et richesses.
- 破釜沉舟 pò fǔ chén zhōu

Vaincre ou mourir, se mettre dos au mur.
- 破镜重圆。 Pò jìng chóng yuán.

un miroir cassé se reconstruit
un couple séparé se reforme

## Q
- 骑虎难下。 Qí hǔ nán xià : « monter / tigre / difficile / descendre »
  - signification littéraire : une fois monté sur le dos du tigre, il est difficile d'en descendre
  - histoire : Il était une fois un lapin qui marchait dans les bois. Celui-ci arriva devant une colline qu'il commença à gravir. Mais arrivé au sommet, notre malheureux lapin se rendit compte que la colline n’était autre que le dos d'un tigre. Le lapin était coincé, il ne pouvait ni descendre au risque de réveiller le tigre, ni rester sur place, car tôt ou tard le tigre finirait par se réveiller.
  - utilisation : utilisé pour décrire les situations d'impasse.

- 青出于蓝 [--於藍] ，而胜于蓝 [-勝於藍] qīng chūyú lán，ér shèngyú lán

"Le vert provient du bleu, et le surpasse" : on dit que le vert vient du mélange du bleu et du jaune, mais que le vert est plus beau que le bleu...
L'élève surpasse le maître.

## R
- 入境问俗。 Rù jìng wèn sú.

À Rome, faire comme les romains.
- 如鱼得水 « ru yu de shui » 如 (comme), 鱼 (poisson), 得 (recevoir/avoir), 水 (eau)
  - Signification littéraire : comme un poisson dans l'eau
  - Utilisation : utiliser pour décrire une personne très adaptée à son environnement

## S
- 塞翁失马，安知非福 sài wēng shī mǎ, ān zhī fēi fú 塞翁 (nom du vieux, « Sai Weng »), 失 (perdre), 马 (cheval), 
  - signification littéraire : Le vieux Weng de la frontière a perdu son cheval
  - histoire : sous la période des trois royaumes, il y avait un vieux Weng, que l'on appelait le vieux de la frontière. Il élevait de nombreux chevaux mais un jour l'un d'eux s'enfuit. Tous les habitants du village, touchés par le malheur du vieux Weng, vinrent le réconforter. Mais celui-ci n'était nullement choqué par ce malheur, il disait en souriant: « Inutile de s’inquiéter, qui sait, il se pourrait même que de ce malheur cache en réalité une bonne chose ». Les paroles du vieux Weng firent bien rire les villageois qui se disaient que le vieux de la frontière ne disait cela que pour se réconforter. Comment la perte d'un cheval pouvait être une bonne chose ? Mais comme pour donner tort aux villageois, le cheval fugitif revint accompagné d'un autre magnifique cheval. En apprenant cette nouvelle, les habitants du village se précipitèrent pour féliciter la clairvoyance du vieux Weng et saluer cette bonne nouvelle. Cependant le vieux Weng ne partageait pas leur enthousiasme, il paraissait plutôt perplexe : « gagner un cheval sans travailler, ce n'est peut-être pas une bonne chose, peut-être que cette heureuse nouvelle en cache une mauvaise ». Encore une fois les villageois, rirent des propos du vieux Weng, se disant qu'il se faisait modeste. Comment gagner un si beau cheval pouvait être une mauvaise chose ? Or il se trouvait que le vieux de la frontière avait un fils qui adorait monter à cheval. Il prit de suite l'habitude de monter ce magnifique cheval. Mais un jour qu'il faisait une promenade avec lui, il fit une chute et se cassa la jambe. À nouveau les villageois vinrent consoler le vieux Weng, mais ce dernier n'était encore une fois nullement troublé et répétait que ce malheur pouvait cacher une bonne chose. Les villageois se moquèrent encore fois de lui. « Comment la jambe cassée de son fils pouvait être une bonne chose ? » Mais les événements donnèrent tort aux villageois. Une guerre éclata, beaucoup de jeunes hommes furent envoyés à la guerre à l’exception le fils du vieux Weng, car il avait sa jambe cassée. Beaucoup n'en revint pas et le fils eut la vie sauve grâce à sa chute.
  - Moralité : une bénédiction peut parfois cacher un malheur, comme un malheur peut cacher une bénédiction / À quelque chose malheur est bon.

- 守株待兔  shou zhu dai tu : « surveiller / le tronc de l'arbre / attendre / lapin »
  - signification littéraire : surveiller l'arbre en attendant le lapin
  - Il était une fois un paysan qui travaillait sans relâche la terre. Un jour qu'il se reposait adossé à un arbre, il entendit les chiens des chasseurs de la forêt voisine. Tout à coup, un lapin, effrayé par les chasseurs, sortit prestement de la forêt pour venir se cogner dans l'arbre au pied du paysan. Le lapin mourut sur le coup, laissant le paysan étonné. Ce dernier en fit un repas dont il fut si satisfait que, le lendemain, il repartit attendre auprès de l'arbre qu'un lapin vienne se cogner. « Plus besoin de travailler, je n'ai qu'à attendre que la nourriture vienne à moi. » Mais il attendit des semaines et des semaines sans résultat. Les champs n'étant plus travaillés, ils finirent par tomber en friche. Le paysan qui attendait toujours finit, lui, par mourir de faim.
  - Morale : la chance ne sourit qu’une fois, mieux vaut compter sur son travail.

## W
- 亡羊补牢 wang yang bu lao : « mourir / mouton / réparer, compléter / enclos »
  - signification littéraire : réparer l'enclos après la perte de quelques moutons
  - Traduction : Il n'est pas trop tard pour réparer l'enclos même après la perte de quelques moutons.
  - Histoire : Il était une fois un homme qui élevait des moutons. Il aperçut, un matin, que l'un des moutons avait disparu. Il examina l'enclos, et y trouva un trou. Un voisin lui conseilla de réparer l'enclos, mais il ne l'écouta pas, car il pensait que le mal était déjà fait, donc ça ne servirait à rien de réparer l'enclos. Le lendemain matin, il perdit encore un mouton. Il regretta de ne pas avoir écouté son voisin et réparé l'enclos plus tôt et alla tout de suite le réparer. Depuis ce jour il n'a plus jamais perdu de mouton.
  - Équivalent : mieux vaut tard que jamais

- 闻鸡起舞 wén jī qǐ wǔ : 闻 (entendre), 鸡 (coq), 起 (se lever), 舞 (danser)
  - Histoire : Ce proverbe est tiré du texte ancien « 晋(jin)书(shu) ·祖(zu)逖(ti)传(zhuan) » où l'on fait le portrait de l’ambitieux général 祖逖 (ZU Ti) qui était très pieux envers sa nation, s’entraînant inlassablement dès qu'il entendait le coq chanter. C'est le caractère fidèle et les nombreux efforts déployés par ce général qui ont donné naissance à ce proverbe.
  - Utilisation：utilisé pour décrire des personnes qui fournissent des efforts inlassablement

## Y
- 叶公好龙。, yè gōng hào lóng « Ye Gong (nom du personnage) / aimer / dragon »
  - signification littéraire : Ye Gong aime les dragons
  - histoire : Il était une fois Ye Gong, un jeune lettré qui adorait les dragons. Toute sa chambre était couverte de dragons, sur les murs, sur son lit, sur le tapis, tout n'était que peintures et broderies de dragons. Tout le monde savait que Ye Gong aimait les dragons, même ces derniers. Ils étaient tellement contents qu'un jour, l'un d'eux lui rendit visite en croyant qu'il aimerait, mais Ye Gong eu tellement peur qu'il s’enfuit en courant et perdit tout gout pour les dragons.
  - morale : ce que les personnes font ne sont pas toujours ce qu'elles pensent

- 一举两得, yi ju liang de

« Faire d'une pierre deux coups. »
- 掩耳盗铃 / 掩耳盜鈴, yǎněr dàolíng :

« Se boucher les oreilles pour voler une cloche »
Mettre la tête dans le sable.
- 愚公移山, Yúgōng yí shān :

« Le vieux monsieur Yu [愚 signifie aussi idiot] qui déplace la montagne »
Fait référence à ce personnage qui voulait déplacer une montagne, il persévérait malgré les remarques des autres qui le croyaient fou, car il était convaincu que ses descendants poursuivraient ses efforts et atteindraient son but.

Là il y a une volonté, il y a (toujours) un chemin.